# Кай Герст
Кай Герст (англ. Ky Hurst, 11 березня 1981) — австралійський плавець.
Учасник Олімпійських Ігор 2008, 2012 років.
Призер Чемпіонату світу з водних видів спорту 1998, 2011 років.